# Pyramide des Tanotamun
Die Pyramide des Tanotamun liegt in der Nekropole von el-Kurru, in Nubien, im heutigen Sudan. Tanotamun (etwa 664 bis 656 v. Chr.) war der letzte nubische Herrscher, der auch in Ägypten regierte. Die eigentliche Pyramide (Ku 16) ist heute vollkommen abgetragen, doch sind die beiden unterirdischen Grabkammern von besonderer Bedeutung, da sie ausgemalt sind.

## Pyramide
Die Pyramide ist heute vollständig abgetragen und es kann nicht einmal ihre einstige Größe genau festgestellt werden. Vor der Pyramide stand im Osten eine Kapelle, die in etwa 4,20 × 3,5 m groß war. Eine Umfassungsmauer hatte einen Umfang von 12 × 18 m.

## Der unterirdische Teil
Von Osten führt eine Treppe mit 34 Stufen hinab in die Vorkammer der Grabanlage. Der Dromos der Treppe ist etwa 7 m tief. Die Vorkammer ist ungefähr 3 × 3 m groß und mündet in die 6 × 4,15 m große Grabkammer. Insgesamt sind die beiden Kammern und die Treppenanlage ungefähr 23 m lang. Die gewölbte Vorkammer ist an drei Wänden bemalt (nur die östlich gelegene Eingangswand zeigt keine Malereien). Diese sind nur in der oberen Hälfte erhalten, während der untere Teil durch eindringendes Wasser zerstört wurde. Auf der Südwand ist Tanotamun zwischen den Horuskindern Amset und Kebechsenuef dargestellt. Auf der Nordwand findet man Hapi und Duamutef, die den König in das Grab geleiten. Auf der Westwand der Vorkammer findet man jeweils links und rechts von Tanotamun Isis und Nephthys. Im Bogenfeld über der Tür befindet sich eine Darstellung der Anbetung der Sonnenscheibe.

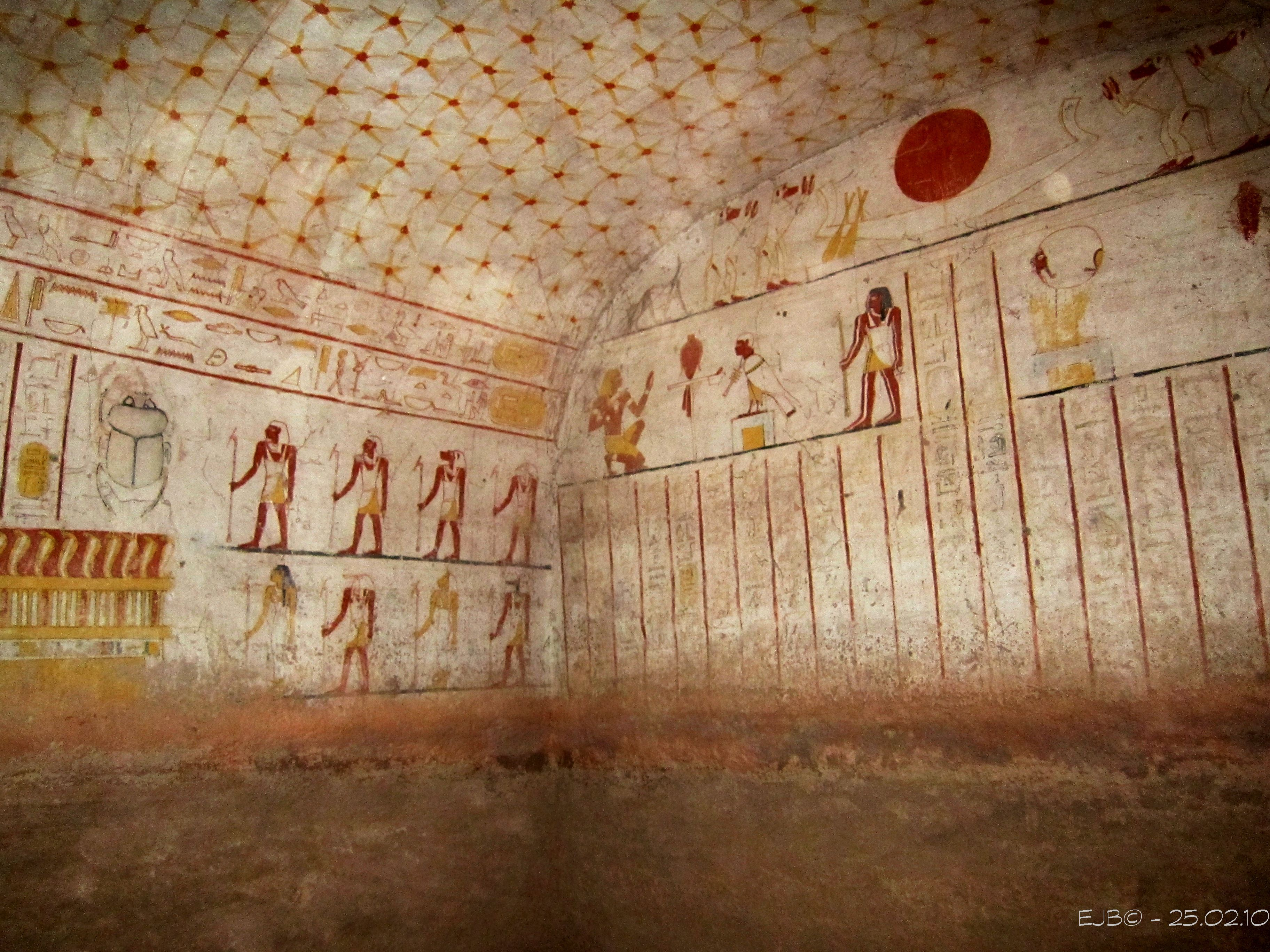
Grabkammer Südwestecke

Die Grabkammer ist wiederum nur an drei Seiten ausgemalt. Die Ostseite blieb leer, nur im Bogenfeld über der Tür findet sich erneut die Anbetung der Sonnenscheibe. Die Nord- und die Südwand zeigen jeweils eine identische Szene. Der schlafende Osiris, der mit dem König gleichgesetzt wird, liegt auf einem Bett und wird von seinem Sohn Horus zum Leben erweckt. Links und rechts finden sich Reihen von Gottheiten, die der Szene beiwohnen. Als Beischrift findet man auf der Südwand Totenbuchtext 30A, auf der Nordwand sind die Textzeilen leer belassen. Auf der Westwand findet man im oberen Bereich die Darstellung der Begrüßung der Sonne durch Paviane. Darunter findet man Szenen aus dem Totenbuch. Links findet man die Vignette zu Totenbuch Kapitel 27. Tanotamun kniet vor seinem Herzen. Hinter dem Herzen steht ein Ba auf einem Podest, wohinter sich wiederum drei stehende Gottheiten befinden. Darunter findet man den Text des Kapitels in 10 Kolumnen. Auf der rechten Seite findet man die Vignette zu Totenbuch Kapitel 28. Hier steht der Herrscher auf der rechten Seite. Vor ihm befinden sich wieder ein Herz auf einer Standarte und dahinter eine Gottheit, die auf einem Podest kniet. Auch die eigentliche Grabkammer war gewölbt und mit Sternen dekoriert.